# انفجار ریاضیات

طرح روی جلد نسخهٔ فرانسوی انفجار ریاضیات

انفجار ریاضیات (به فرانسه: L'explosion des mathématiques) نام کتابی است دربارهٔ کاربست‌های ریاضیات در علوم، فناوری و دیگر جنبه‌های زندگی، که توسط انجمن ریاضی فرانسه و انجمن ریاضیات کاربردی و صنعتی فرانسه تدوین و به کوشش دکتر ارسلان شادمان و انجمن ریاضی ایران به زبان فارسی ترجمه شده است. این کتاب که در در شهریور ۱۳۸۴ انتشار یافته است به صورت کتاب الکترونیکی در قالب پی‌دی‌اف از وب‌گاه انجمن ریاضی ایران قابل دریافت است.

## پیش گفتار
این کتاب، چنان که در بخش بعدی اشاره خواهد شد، با هدف اشاعهٔ فرهنگ ریاضی‌ورزی در بین عامهٔ مردم علاقه‌مند به دانش در ژوئیهٔ ۲۰۰۲ (میلادی) در فرانسه به چاپ رسید. اندکی پس از چاپ این کتاب، در ماه اوت سال ۲۰۰۲ (میلادی)، در ملاقاتی که در اثنای برگزاری مجمع عمومی اتحادیه بین‌المللی ریاضی بین میشل والدشمیت و دکتر مهدی بهزاد - رئیس انجمن ریاضی ایران - رخ داد، ایدهٔ ترجمهٔ این کتاب شکل گرفت و دکتر شادمان به‌عنوان مسئول این ترجمه انتخاب گردید. در فاصلهٔ آبان تا پایان سال ۱۳۸۱ گروهی از استادان ایرانی ریاضیات به ترجمه و ویراستاری نسخهٔ اولیهٔ این کتاب یاری رساندند. بنابر گفتهٔ ارسلان شادمان در دیباچهٔ این کتاب، «کمال‌گرایی» در تولید این کتاب و پیچیدگی فرایند فنی آماده‌سازی کتاب در دبیرخانهٔ انجمن ریاضی ایران باعث شد که انتشار کتاب تا پایان تابستان ۱۳۸۴ به تعویق بیفتد∗

## محتوا
رئیس انجمن ریاضی فرانسه، میشل والدشمیت، در مقدمه‌ای که بر ترجمهٔ فارسی این کتاب نگاشته، می‌نویسد :

«هدف این کتابچه اشاعهٔ ریاضیات بین جمعیت گسترده‌ای از خوانندگان است. [...] انتشار نخستین چاپ فرانسهٔ کتاب، در ژوئیهٔ ۲۰۰۲، شاهد پیروزی شایان توجهی بودو به‌ویژه از سوی دبیران ریاضی با استقبال روبه‌رو شد.»∗
دکتر شادمان نیز در دیباچهٔ ترجمهٔ فارسی کتاب می‌نویسد :

«انفجار ریاضیات آلبومی است که منظرهٔ چندین قلهٔ جالب از سرزمین‌های فتح‌شده در جریان گسترش روابط بین ریاضیات محض و کاربردی را، که تنها یکی از فصل‌های مهم فعالیت انسانی دهه‌های آخر قرن بیستم است، نمایش می‌دهد.»∗
در پیشگفتار این کتاب که به قلم «میزی مارتَن-دِشان» و «پاتریک لوتالِک» نوشته شده‌است، چنین آمده :

«به طور عام باید گفت اکثریت شهروندان ما که غالباً معنای ریاضیات را از دست داده‌اند، نسبت به واقعیت این امر، کاملاً ناآگاهند. گاهی عده‌ای، از جمله برخی مسوولان بلندپایه، با لحنی بی‌پروا فخرفروشانه اقرار می‌کنند که "از ریاضی هیچ نمی‌دانند" یا "نمرهٔ ریاضی آنها صفر است" یا آن مفید بودن ریاضی را انکار می‌کنند [...] هدف این مجموعه مقاله آن است که ریاضیات را با جلوه‌های متنوع آن، یعنی علمی، فنی، فرهنگی و اجتماعی، بشناساند. همچنین این کتاب می‌خواهد روی تنوع و جهانی بودنِ رشته‌ای از دانش تکیه کند که نه تنها با فیزیک، شیمی، اقتصاد و زیست‌شناسی، بلکه با تاریخ، موسیقی و نقاشی نیز ارتباط خود را حفظ می‌کند.» ∗
در متن پشتِ جلد کتاب نیز چنین آمده است :

«...از حدود ۳۰ سال پیش، شاهد یک انفجار واقعی در زمینهٔ تعداد حوزه‌هایی هستیم که پیشرفته‌ترین پژوهشهای ریاضی از ملزومات آنها هستند [...] مقالات مختلف این کتاب می‌خواهند به وضوح نشان دهند که حضور ریاضیات در همهٔ عرصه‌ها در دنیای امروز رو به افزایش است، و در عین حال نباید فراموش کرد که ریاضیات به عنوان نظامی که سرچشمهٔ دقت و شادمانی است از ملاحظات فلسفی و از آثار و بدایع هنری نیز الهام می‌گیرد.»∗

## مقالات
- کلود بادوان، هوا چگونه خواهد بود، ترجمهٔ ارسلان شادمان.
- دانیل کروب، پشت پردهٔ تلفن همراه، ترجمهٔ محمد فرهاد رحیمی.
- ژان-لویی نیکولا، رمزگذاری و رمزگشایی: ارتباط با ایمنی کامل، ترجمهٔ ارسلان شادمان.
- پیر پریه، کنترل دنیای پیچیده، ترجمهٔ نوروز ایزد دوستدار.
- اتین گی، قضیهٔ دَم، ترجمهٔ ارسلان شادمان.
- برنار پَرن، پیداکردن ژنی که مسوول سرطان است، ترجمهٔ حوری سپهری.
- استفان مالا، موجک‌ها برای فشرده‌سازی تصویر، ترجمهٔ ارسلان شادمان.
- دانیل بوش، جلوگیری از سر و صدای امواج، ترجمهٔ علی افضلی صمدی.
- فرانسین دِلمِر، وقتی هنر با ریاضیات در هم آمیزند، ترجمهٔ ارسلان شادمان.
- نگوین کام شی و هوانگ نگونگ مین، از DNA تا نظریهٔ گره‌ها، ترجمهٔ فائزه توتونیان.
- پیر کاسو-نوگِس، فیلسوف و ریاضیدان، ترجمهٔ ارسلان شادمان.
- ژان-ژاک لافون، چگونه می‌توان فروش به صورت مزایده را عُقلایی کرد؟، ترجمهٔ سید علی حائری روحانی.
- فیلیپ فِوْریه و میکائل ویسر، استفاده از اقتصاد ریاضی برای فروش شراب در فرانسه یا اوراق خزانه، ترجمهٔ سید علی حائری روحانی.
- ژان کریستف کولیولی، اشتغالات فکری شرکت‌های هوایی، ترجمهٔ هاشم مهرآذین.
- موریس ماشال، هندسهٔ ۱۱-بُعدی برای درک آغاز، ترجمهٔ ارسلان شادمان.
- فرانسوا باچِلّی، اینترنت: مدل‌بندی ترافیک برای بهتر اداره‌کردن آنها، ترجمهٔ فائزه توتونیان.
- اِلیس ژوینی، ارزش اُپسیون‌های مالی، ترجمهٔ فائزه توتونیان.
- ژیل لاشو، ارتباط بدون خطا: رمزهای تصحیح‌کننده، ترجمهٔ فائزه توتونیان.
- ژان-دانیل بواسونا، بازسازی رویه‌ها برای نگارگری، ترجمهٔ ارسلان شادمان.
- ژان-پیر بورگینیون، ریاضیدانان در فرانسه و جهان، ترجمهٔ ارسلان شادمان.
- موریس ماشال، چگونه می‌توان ریاضیدان شد؟، ترجمهٔ ارسلان شادمان.